# Франкастел
Франкастел (фр. Francastel) је насеље и општина у североисточној Француској у региону Пикардија, у департману Оаза која припада префектури Бове.
По подацима из 2011. године у општини је живело 423 становника, а густина насељености је износила 33,62 становника/km². Општина се простире на површини од 12,58 km². Налази се на средњој надморској висини од 180 метара (максималној 186 m, а минималној 160 m).

## Демографија
| 1962. | 1968. | 1975. | 1982. | 1990. | 1999. | 2011. |
| ----- | ----- | ----- | ----- | ----- | ----- | ----- |
| 245   | 276   | 276   | 320   | 363   | 384   | 423   |

График промене броја становника у току последњих година